# SN 2005bt
SN 2005bt – supernowa typu II odkryta 20 kwietnia 2005 roku w galaktyce UGC 8205. W momencie odkrycia miała maksymalną jasność 18,00m.